# British Academy Film Awards 1996

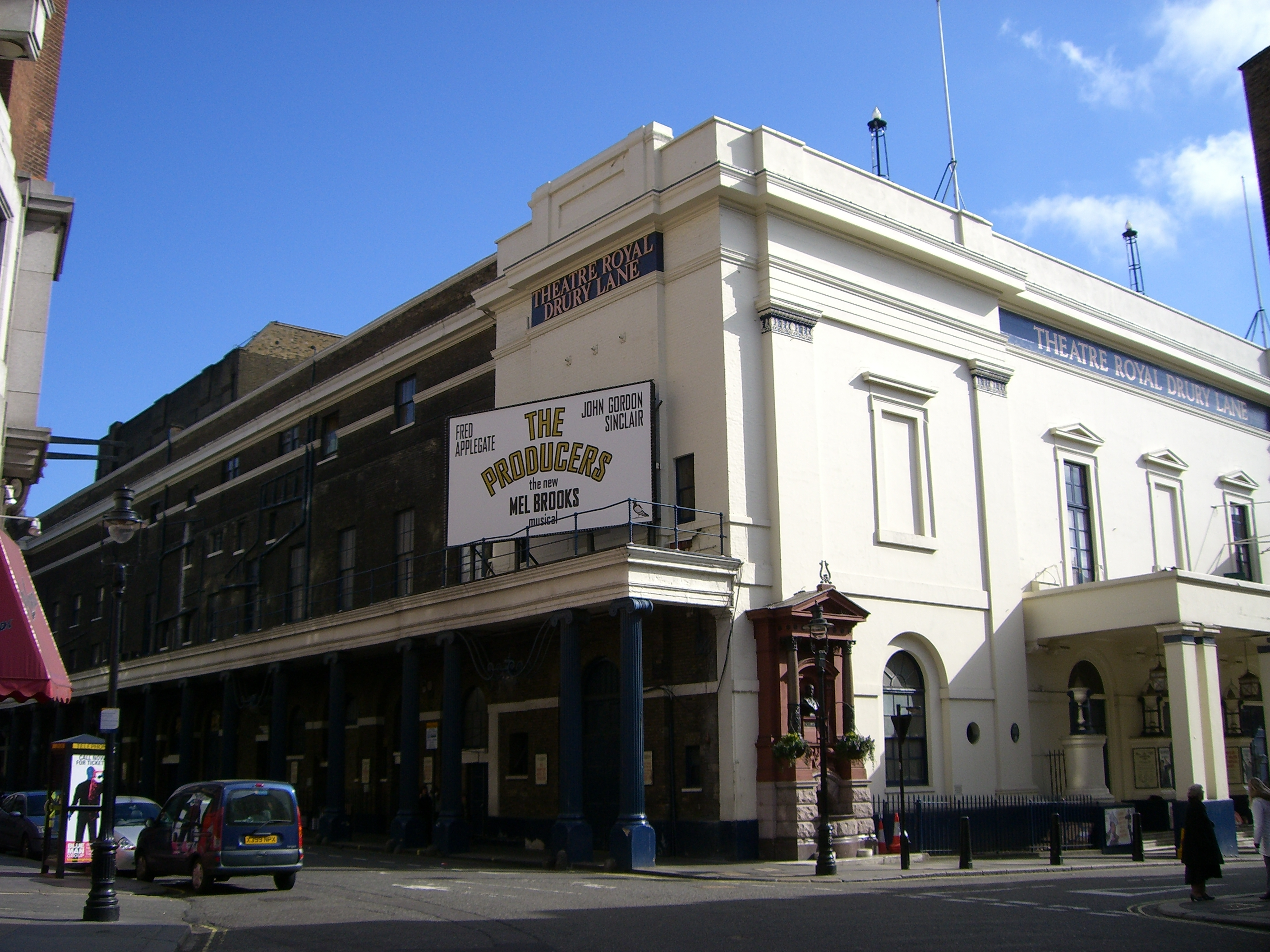
Theatre Royal Drury Lane, der Veranstaltungsort

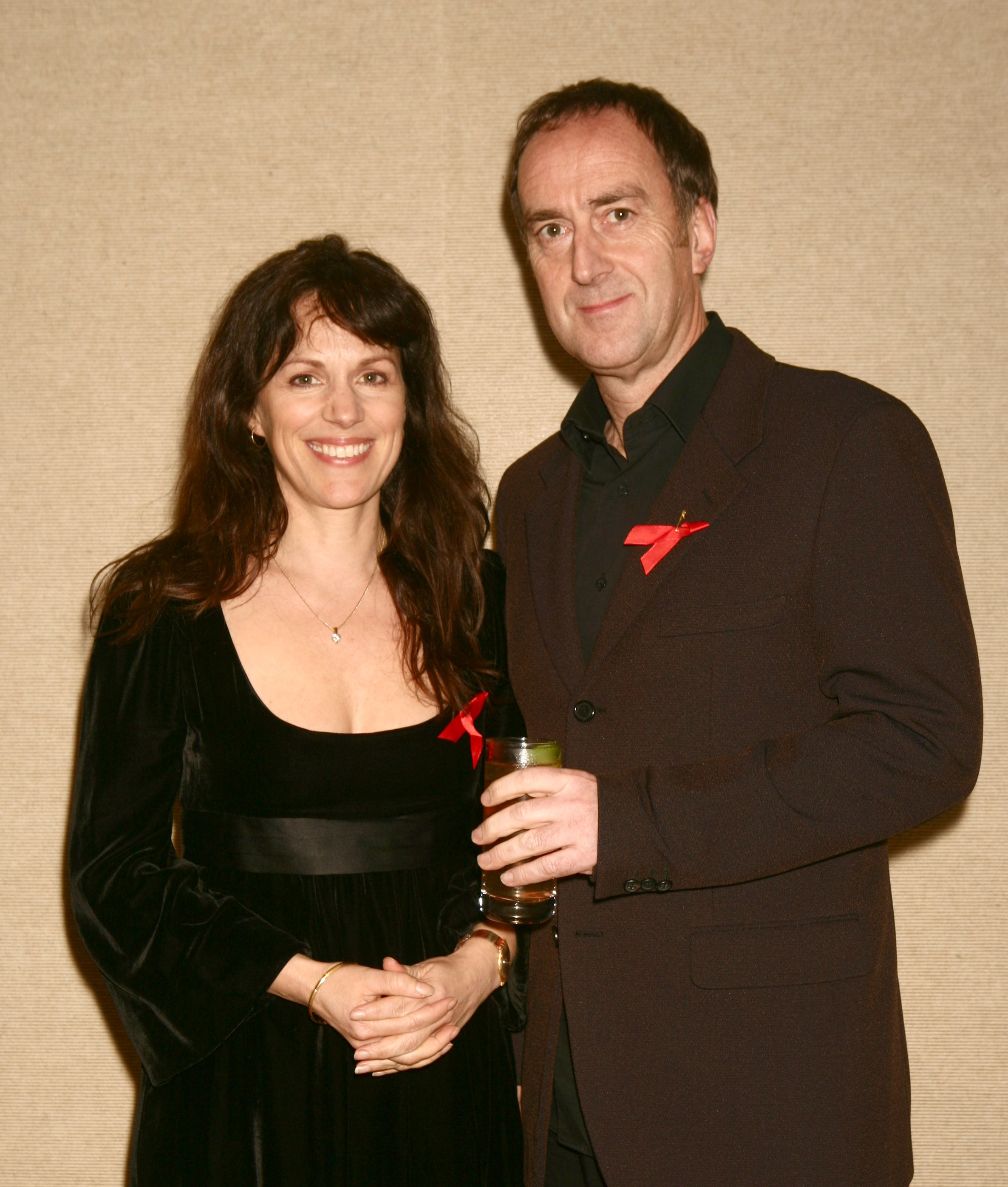
Comedian Angus Deayton, Gastgeber des Abends

Die 49. Verleihung der British Academy Film Awards fand am 23. April 1996 statt. Die Filmpreise der British Academy of Film and Television Arts (BAFTA) wurden in 20 Kategorien verliehen, hinzu kamen vier Spezial- bzw. Ehrenpreis-Kategorien. Die Verleihung zeichnete Filme des Jahres 1995 aus. Veranstaltungsort war das Theatre Royal Drury Lane, Gastgeber des Abends war der britische Schauspieler und Comedian Angus Deayton, wobei er in Teilen des Abends von Peter Ustinov unterstützt wurde.
| Film                                           | N  | A |
| ---------------------------------------------- | -- | - |
| King George – Ein Königreich für mehr Verstand | 14 | 3 |
| Sinn und Sinnlichkeit                          | 12 | 3 |
| Braveheart                                     | 7  | 3 |
| Apollo 13                                      | 5  | 2 |
| Der Postmann                                   | 5  | 3 |
| Ein Schweinchen namens Babe                    | 4  | 0 |
| Die üblichen Verdächtigen                      | 3  | 2 |
| Leaving Las Vegas                              | 3  | 0 |
| Carrington                                     | 2  | 0 |
| Ed Wood                                        | 2  | 0 |
| James Bond 007 – GoldenEye                     | 2  | 0 |
| Trainspotting – Neue Helden                    | 2  | 1 |

## Preisträger und Nominierungen
Während es im Vorfeld mit King George – Ein Königreich für mehr Verstand (14 Nominierungen) und Sinn und Sinnlichkeit (12 Nominierungen) zwei große Favoriten der Verleihung gab, gehörten am Ende beide Filme sowie Braveheart und Der Postmann mit je drei Auszeichnungen zu den Gewinnern des Abends. Verlierer wurden Ein Schweinchen namens Babe und Leaving Las Vegas die bei vier bzw. drei Nominierungen leer ausgingen.

### Bester Film
Sinn und Sinnlichkeit (Sense and Sensibility) – Lindsay Doran, Ang Lee
Die üblichen Verdächtigen (The Usual Suspects) – Bryan Singer, Michael McDonnell
Ein Schweinchen namens Babe (Babe) – George Miller, Doug Mitchell, Bill Miller, Chris Noonan
King George – Ein Königreich für mehr Verstand (The Madness of King George) – Stephen Evans, David Parfitt, Nicholas Hytner

### Bester britischer Film
King George – Ein Königreich für mehr Verstand (The Madness of King George) – Stephen Evans, David Parfitt, Nicholas Hytner
Carrington – Christopher Hampton, John McGrath, Ronald Shedlo
Land and Freedom – Ken Loach, Rebecca O’Brien
Trainspotting – Neue Helden (Trainspotting) – Danny Boyle, Andrew Macdonald

### Beste Regie
Michael Radford – Der Postmann (Il Postino)
Mel Gibson – Braveheart
Nicholas Hytner – King George – Ein Königreich für mehr Verstand (The Madness of King George)
Ang Lee – Sinn und Sinnlichkeit (Sense and Sensibility)

### Bester Hauptdarsteller
Nigel Hawthorne – King George – Ein Königreich für mehr Verstand (The Madness of King George)
Nicolas Cage – Leaving Las Vegas
Jonathan Pryce – Carrington
Massimo Troisi – Der Postmann (Il Postino)

### Beste Hauptdarstellerin
Emma Thompson – Sinn und Sinnlichkeit (Sense & Sensibility)
Nicole Kidman – To Die For
Helen Mirren – King George – Ein Königreich für mehr Verstand (The Madness of King George)
Elisabeth Shue – Leaving Las Vegas

### Bester Nebendarsteller
Tim Roth – Rob Roy
John Gielgud – King George – Ein Königreich für mehr Verstand (The Madness of King George)
Martin Landau – Ed Wood
Alan Rickman – Sinn und Sinnlichkeit (Sense and Sensibility)

### Beste Nebendarstellerin
Kate Winslet – Sinn und Sinnlichkeit (Sense and Sensibility)
Joan Allen – Nixon
Mira Sorvino – Geliebte Aphrodite (Mighty Aphrodite)
Elizabeth Spriggs – Sinn und Sinnlichkeit (Sense and Sensibility)

### Bestes adaptiertes Drehbuch
John Hodge – Trainspotting – Neue Helden (Trainspotting)
Alan Bennett – King George – Ein Königreich für mehr Verstand (The Madness of King George)
Mike Figgis – Leaving Las Vegas
George Miller, Chris Noonan – Ein Schweinchen namens Babe (Babe)
Anna Pavignano, Michael Radford, Furio Scarpelli, Giacomo Scarpelli, Massimo Troisi – Der Postmann (Il postino)
Emma Thompson – Sinn und Sinnlichkeit (Sense and Sensibility)

### Bestes Original-Drehbuch
Christopher McQuarrie – Die üblichen Verdächtigen (The Usual Suspects)
Woody Allen, Douglas McGrath – Bullets Over Broadway
P. J. Hogan – Muriels Hochzeit (Muriel’s Wedding)
Andrew Kevin Walker – Sieben (Se7en)

### Beste Kamera
John Toll – Braveheart
Michael Coulter – Sinn und Sinnlichkeit (Sense and Sensibility)
Dean Cundey – Apollo 13
Andrew Dunn – King George – Ein Königreich für mehr Verstand (The Madness of King George)

### Bestes Szenenbild
Michael Corenblith – Apollo 13
Ken Adam – King George – Ein Königreich für mehr Verstand (The Madness of King George)
Luciana Arrighi – Sinn und Sinnlichkeit (Sense and Sensibility)
Thomas E. Sanders – Braveheart

### Beste Kostüme
Charles Knode – Braveheart
James Acheson – Restoration – Zeit der Sinnlichkeit (Restoration)
Jenny Beavan, John Bright – Sinn und Sinnlichkeit (Sense and Sensibility)
Mark Thompson – King George – Ein Königreich für mehr Verstand (The Madness of King George)

### Beste Maske
Lisa Westcott – King George – Ein Königreich für mehr Verstand (The Madness of King George)
Jan Archibald, Morag Ross – Sinn und Sinnlichkeit (Sense and Sensibility)
Rick Baker, Ve Neill, Yolanda Toussieng – Ed Wood
Lois Burwell, Peter Frampton, Paul Pattison – Braveheart

### Beste Filmmusik
Luis Bacalov – Der Postmann (Il Postino)
Patrick Doyle – Sinn und Sinnlichkeit (Sense and Sensibility)
George Fenton – King George – Ein Königreich für mehr Verstand (The Madness of King George)
James Horner – Braveheart

### Bester Schnitt
John Ottman – Die üblichen Verdächtigen (The Usual Suspects)
Tariq Anwar – King George – Ein Königreich für mehr Verstand (The Madness of King George)
Marcus D’Arcy, Jay Friedkin – Ein Schweinchen namens Babe (Babe)
Daniel P. Hanley, Mike Hill – Apollo 13

### Bester Ton
Anna Behlmer, Lon Bender, Per Hallberg, Scott Millan, Andy Nelson, Brian Simmons – Braveheart
Christopher Ackland, David Crozier, Robin O’Donoghue – King George – Ein Königreich für mehr Verstand (The Madness of King George)
Michael A. Carter, Graham V. Hartstone, John Hayward, David John, Jim Shields – James Bond 007 – GoldenEye (GoldenEye)
Rick Dior, David MacMillan, Scott Millan, Steve Pederson – Apollo 13

### Beste visuelle Effekte
Leslie Ekker, Michael Kanfer, Robert Legato, Matt Sweeney – Apollo 13
Scott E. Anderson, Chris Chitty, John Cox, Charles Gibson, Neal Scanlan – Ein Schweinchen namens Babe (Babe)
Martin Bresin, Michael J. McAlister, Brad Kuehn, Robert Spurlock – Waterworld
Chris Corbould, Derek Meddings, Brian Smithies – James Bond 007 – GoldenEye (GoldenEye)

### Bester animierter Kurzfilm
Wallace & Gromit – Unter Schafen (A Close Shave) – Nick Park, Michael Rose, Carla Shelly
Achilles – Glenn Holberton, Barry Purves
Gogs Ogof – Deiniol Morris, Michael Mort
The Tickler Talks – Steven Harding-Hill

### Bester Kurzfilm
It’s Not Unusual – Asmaa Pirzada, Kfir Yefet
Cabbage – Noelle Pickford, David Stewart
Hello Hello Hello – Helen Booth, James Roberts, David Thewlis
The Last Post – Edward Blum, Neris Thomas

### Bester nicht-englischsprachiger Film
Der Postmann (Il Postino), Italien – Mario Cecchi Gori, Vittorio Cecchi Gori, Gaetano Daniele, Michael Radford
Die Bartholomäusnacht (La Reine Margot), Frankreich – Patrice Chéreau, Pierre Grunstein
Die Sonne, die uns täuscht (Утомлённые солнцем / Utomljonnyje solnzem), Frankreich/Russland – Nikita Michalkow, Michel Seydoux
Les Misérables, Frankreich – Claude Lelouch

## Spezial- und Ehrenpreise

### Academy Fellowship
- Jeanne Moreau – französische Schauspielerin, Drehbuchautorin und Regisseurin
- Ronald Neame – britischer Kameramann, Drehbuchautor, Filmproduzent und -regisseur
- John Schlesinger – britischer Filmregisseur
- Maggie Smith – britische Schauspielerin

### Herausragender britischer Beitrag zum Kino (Michael Balcon Award)
(Outstanding British Contribution to Cinema)
- Mike Leigh – OBE, britischer Filmregisseur und Drehbuchautor

### Special Award
- Freddie Young – OBE, britischer Kameramann und Filmregisseur

### Lloyds Bank People’s Vote For The Most Popular Film (Zuschauerpreis)
- Braveheart